# HMS Caicos (K505)
La HMS Caicos (K505) fue una fragata clase Colony que prestó servicio en la Marina Real británica durante la Segunda Guerra Mundial. En la posguerra, fue vendida a la Argentina, que la designó ARA Santísima Trinidad (P-34) hasta su conversión en el buque de investigación ARA Comodoro Lasserre (Q-9).

## Historia
La construcción de la fragata USS Hannan (PF-77), originalmente designada PG-185, inició por contrato de la Maritime Commission con Walsh-Kaiser Co., Inc. de Providence, Rhode Island. El 15 de abril de 1943, fue redesignada PF-77 y renombrada «Caicos». El 6 de septiembre, fue botada. La unidad fue completada y entregada a la Marina Real británica, en cuyas filas sirvió como patrullera y escolta hasta su devolución a los Estados Unidos en 1945.
En 1947, Argentina compró la unidad y le asignó el nombre «Trinidad». Dicho nombre fue después cambiado a «Santísima Trinidad». En 1962, fue objeto de una conversión en buque de investigaciones en Astilleros y Fábricas Navales del Estado. Y recibió el nombre de «ARA Comodoro Lasserre (Q-9)». Causó baja en 1969.